# Tusenfryd
Tusenfryd (норв. «Тысяча радостей», или «Маргаритка») — парк развлечений в Осло, Норвегия. Парк расположен в 15 километрах к югу от Осло. Tusenfryd является одним из крупнейших работодателей для молодёжи в Норвегии. Официальная дата открытия парка — 11 июня 1988 года.

## Аттракционы

### Американские горки
Данный вид аттракционов представлен наиболее многочисленно в данном парке.
| Название       | Тип                   | Производитель  | Год открытия | Краткая информация | Фото |
| -------------- | --------------------- | -------------- | ------------ | --- | ---- |
| Dragon         | Приводная             | Zamperla       | 1990         | Это горка семейства приводных горок Zamperla. |      |
| Loopen         | Стальная              | Vekoma         | 1988         | Аттракцион был построен в 1988 году и стал первой американской горкой в TusenFryd. Название буквально означает «петля». Аттракцион является модифицированной петлевой горкой Vekoma в максимальной скоростью 75 км/ч. |      |
| Speed Monster  | Разгоняемая           | Intamin AG     | 2006         | Speed Monster — «Ракетная горка» спроектированная Intamin AG с гидравлическим пускателем мощностью 6000 л.ч., который разгоняет вагончик с пассажирами от 0 до 90 км/ч за 2.2 секунды. Далее вагон объезжает петлёй эскалатор центрального входа в парк. Пассажиры испытывают перегрузку 4G, 7 раз невесомость и переворачиваются 3 раза. Длина 700 метров, время одного круга 40 секунд. Стоимость строительства — 70 миллионов норвежских крон. |      |
| SuperSplash    | Водяная               | MACK Rides     | 2003         | Super Splash — водная горка с крутизной второго порога 50°, имеет максимальную скорость 75 км/ч. Горка имеет 3 лодки-вагона, но одновременно используются только две; каждая лодка вмещает 16 людей. Длина 320 м. Лодка создаёт всплеск воды высотой 5 метров, когда ударяется о воду в финальном спуске. |      |
| Teeny Weeny    | Стальная              | SBF Visa Group | 1996         | Претендует на звание «самая маленькая американская горка» | -    |
| Thundercoaster | Wooden roller coaster | Vekoma         | 2001         | Thundercoaster это классическая деревянная американская горка, построенная компанией Vekoma. Пассажиры могут почувствовать трёхкратную перегрузку (3G) и скорость до 100 км/ч. Самая высокая точка горки — 39 метров. |      |
| SpinSpider     | Unique                | -              | 2009         | SpinSpider gain 110 km/h highest speed. |      |

### Водные аттракционы
- Tømmerstupet — представляет собой лоток для брёвен (лодочек) со спуском высотой 22 метра и фотокамерой на спуске.

### Другие аттракционы
- SpaceShot — Double Shot. Вышка высотой 66 метров, стандартный Space Shot от S&S Power.
- The SkyCoaster — Skycoaster. Аттракцион спроектированный для получения ощущений скайдайвинга. Катание на этом аттракционе оплачивается отдельно, то есть не входит в стоимость входного билета, в отличие от других аттракционов.
- Kanofarten
- Trippelsklia — Water slide
- BadeFryd
- BadeFrydelven — Water slide
- Sverre Husken — Chair-O-Planes
- Finkarusellen — Карусель
- Små Radiobiler — Машинки
- Store Radiobiler — Машинки
- MC Hopp
- Forskehoppet
- Dyrekarusellen — Карусль
- Den aller minste
- Blekkspruten — Octopus
- Spøkelsesslottet — Ghost Train
- Balongferden
- Bestefars bil
- Barneflyene
- Fjernstyrte båter
- Bøljanblå — canoeing

## История
Официально он был открыт 11 июня 1988, а строительство заняло 18 месяцев. TusenFryd это единственный парк развлечений который жители Осло могут посетить в однодневной поездке, что дало ему огромное преимущество в норвежской индустрии парков развлечений. По состояюнию на 2004 год TusenFryd имел в среднем 445 тысяч посетителей в год, а доход 137 миллионовй NOK в год. 
- 1988 — Официальное открытие TusenFryd основателем Åse Kleveland.

- 1992 — Открытие Tunet, Bungee jumping, climbing wall, driving range и Off-road biketrack

- 1993 — Официальное открытие Morgan Cane City

- 1994 — Открытие Spøkelsesslottet

- 1995 — Открытие VikingLand

- 1996 — Открытие Little TusenFryd в торговом центре Vinterbro shopping 14 марта

- 1997 — Переименование Bungee JuMping в SkyCoaster

- 1998 — Открытие Japp SpaceShot

- 1999 — Открытие MiniFryd

- 2000 — Открытие Fantasy Farm и BadeFryd

- 2001 — Открытие ThunderCoaster

- 2002 — Открытие Trippelsklia в дополнение к BadeFryd

- 2003 — Открытие Super Splash

- 2004 — Открытие RollOver

- 2006 — Открытие Speed Monster

- 2008 — Открытие Kanofarten

- 2009 — Открытие SpinSpider